# Oxyascaris
Oxyascaris ist eine Gattung der Spulwürmer mit fünf Arten. Ihre Vertreter befallen als Parasiten Amphibien und Reptilien in den Neotropen.

## Merkmale
Oxyascaris haben die Merkmale der Oxyascaridinae. Von der Schwestergattung Pseudoxyascaris unterscheidet sie sich dadurch, dass mehr Schwanzpapillen ausgebildet sind.

## Systematik
Zur Gattung gehören folgende Arten:
- Oxyascaris caudacutus (Freitas, 1958)
- Oxyascaris mcdiarmidi Bursey & Goldberg, 2007
- Oxyascaris oxyascaris Travassos, 1920
- Oxyascaris similis Travassos, 1920
- Oxyascaris travassosi (Rodrigues & Rodrigues, 1971)

Synonyme der Gattung sind Paraoxyascaris de Oliveira Rodrigues & Rodrigues, 1971, Paroxyascaris und Pteroxyascaris Teixeira de Freitas, 1958.